# 社会影响评价
社会影响评价（Social Impact Assessment，SIA），又譯社會效益評估，是一套预先对预计项目或政策的社会影响做出评估的知识体系。它是有效的决策及管理發展项目的工具。

## 定义
国际影响评价协会：社会影响评价包括分析、监测和管理由预计干预措施（政策、项目、计划、工程）所引发的任何社会变化过程的社会影响，包括预期的和预期之外的，正面和负面的社会影响。其基本目标，是促进一个可持续的和公平的自然和人类环境。
社会影响评价是社会科学的一个次级学科。它对因拟建项目或政策改变造成环境变化进而导致的对社区和个人日常生活品质的产生的影响进行评价，是一套对影响预先做出评估的知识系统。
Frank Vanclay：社会影响评价是分析、监督和管理项目开发所造成的社会方面的后果。这一新科学与过去研究的最大区别，在于它是前瞻的、预测性的，并立足于干预、指导预计重大行动（包括重大项目建设、重要政策出台）的发展进程。
“社会影响”的定义 ：任何公共的或私人的活动对人类社会造成的后果：人们日常的生活、工作、娱乐、与他人互动的方式，满足需求的方式以及通常作为社会成员的适应方式发生了变化。社会影响也涵盖了文化影响，包括：道德、价值观以及信仰（它们指导并将人们对自身和社会的认知合理化）的改变。

## 简史
1970年1月1日，时任美国总统的理查德·尼克松签署了《国家环境政策法（1969）》（简称NEPA）。根据这一法案，涉及到美国联邦土地、税收或管辖权的开发项目和政策，必须提交一份环境影响报告书（EIS），其中必须详述拟建项目及其备选方案对自然、文化及人类环境的影响。在1970年前，开发项目的影响，或者对影响分布的公平性议题都很少被人们关注。当时普遍的观点是，从项目中获得的经济效益，可以弥补任何可能的负面影响，现金补偿可以弥补任何不利社会后果。而NEPA法，认识到了人类活动造成的环境影响，可能削减项目效益，甚至超过了项目带来的利益，危及项目的成功，并且严重损害人类赖以生存的环境。
《国家环境政策法》要求，在环境影响报告书中，必须对预计项目的潜在环境影响提前做出评估并记录备案。这样，决策者可以根据所有必要的信息做出决策、考查预计项目或政策的备选方案、或者制定措施减缓不可避免的负面影响。并且要求项目建议者提供减缓项目负面影响的措施以及监测项目，以确保这些措施的成效（NEPA，1969）。因此，评估者应综合利用自然科学和社会科学（包括规划方法）的视角和方法进行评估。

## 目标
影响评价的目标，是促成一个在生态、社会文化和环境上可持续和公平的环境。因此，影响评价促进社区发展和赋权、能力建设并增加社会资本（社会网络和信任）。
社会影响评价关注的焦点，是开发前的预警和更好的开发结果。而不仅仅是识别或者改善不利或者预期之外的结果。协助社区和其它利益相关者确认发展目标，实现积极效益的最大化，比将负面影响降至最低更为重要。
社会影响评价方法可用于广泛的预计干预，并且可以由不同角色的人来承担，它并不局限于一个固定的框架。对政策、项目、计划、工程的适应过程提供帮助，为预计干预的设计和实施提供信息。社会影响评价应用当地知识和参与式过程，来分析受益和受损群体。它包含利益相关者分析、分析备选方案并监测预计干预。
社会影响评价承认，社会、经济和自然影响是本质地、不可避免地相互关联的。其中任何一个领域的变化，都将波及其它领域。因此，社会影响评价必须了解影响产生的路径，一个领域的变化造成了其它领域重复的和连锁的影响。换句话说，必须考虑到次级以及更高层次的影响和累积影响。
为了增加社会影响评价学科的知识，并使其日渐完善，我们必须分析过去的行动造成的影响。
社会影响评价用以预计干预，也可用以其它事件的社会影响，例如，灾难、人口变化和流行性疾病等。

## 社会意义
确保所选方案适宜于所服务的和受影响的个人和社区，促进政策、计划、项目和工程（PPPPs）更加健全和可持续。通过提供支持以及因地制宜的制度安排，确保政策、计划、项目和工程的有效性。通过利益相关者以及更广泛、更多样的社区参与，使政策、计划、项目和工程更加有包容性。 忽视社会影响，将会导致项目建议者在将来花费更多的时间，应对出现的不利情形。制定有效的项目。社会影响评价改进项目建议，确认社区基础设施需求，及其解决方案——以此提高回报率。避免负面的后果。不做社会影响评价，一些项目直至已做出决策，甚至建成，仍然发现不了一些负面的社会影响。 
它既是国际上先进的理论，又对中国的实际情况有很强的针对性；既是宏观的，又是工具化的、有很强的可操作性的；既是群众高度关心的，又是政府可实施的。能预防和化解大量的社会矛盾；能大大改善政府行政；能更好地实现科学发展；能体现以人为本的精神；能更有效地创建和谐社会；能把为人民服务的宗旨落到实处。

## 评价步骤
步骤：收集基线资料、拟定评估指标、影响范围界定、识别关键利益相关者、评估方案、提出备选方案及减缓负面影响的措施。
基本的模式：历时比较模式，
简单地说，就是在开展一项工程（B工程）之前，先回访过去已经建设的类似工程（A工程），研究A工程开始时社区的状况、工程建设中的做法，以及最后形成什么样的社会影响。然后将B工程开始时的状况与A工程开始时的状况比较，B工程预计行动与A工程实际行动相比较，据此预计B工程会造成的社会影响，并修改和校正B工程的建设方案。对工程A的研究是比较研究，对工程B的研究是影响研究。

## 公众参与

### 参与式管理的概念
参与式管理是上个世纪70年代后发展起来的新型管理理念，是一个与权威式管理相对的一个概念。随着社会影响评价理论的发展，不少学者认为，社会影响评估不仅仅应该研究社区将会发生什么，或者已经发生了什么，而逐渐转向关注如何动员社区。

### 权威管理的缺陷
权威（主要是行动建议者、决策者和专家）管理的优势：有专业的知识和经验，掌握许多相关的情况和资料，可以专职从事这项工作，因此看起来可以做得非常专业、科学、全面。但是，单纯依靠权威管理存在着一些根本性的缺陷：“案例显示，在某些情况下，科学家或者技术专家，可能会成了一个‘合法化者’，而不是一个中立的信息收集者和贡献者。”

### 参与式决策的优势
公众参与可以更广泛地吸收各方面的知识，不同社区群体的参与，可以丰富备选方案。俗话说“智者千虑，必有一失；愚者千虑，必有一得”。何况权威与大众的知识相比，并不是智者和愚者的关系。除了人多主意多外，当地群众对当地情况更加掌握，有更多的本地知识，能提出更有针对性的意见和可行的建议。

## 评估者
最理想的状况，当然是由具有相应专业知识的人来进行社会影响评估。他们应该具备以下条件：受过培训、有社会评价经验，掌握进行社会影响评估的工具和技术；有丰富的社会科学背景和经验，掌握社会科学的基本概念、方法和分析程序；具有广泛的知识，最好是由不同专长的人组成跨学科小组；了解社会，善于测量和解释个人和社区如何适应社会变化，懂得群体间的互动，善于和不同的人群沟通；熟悉政府机构、企业的决策程序；能预测预计行动方案的潜在影响；能充分理解和分析不同社区及项目建议机构的立场和观点；很好地权衡政府、企业、群众各方面的利益，“社会影响评价实践者必须跨越两个世界：社区的世界和决策机构或政治精英的世界”；对受影响社区的历史、生活方式和价值观等有尽可能多的了解；敢于维护弱势群体的利益。“尽管许多政府部门都宣称要帮助“弱势人群”，然而，在社会经济下层的个人和家庭获得的项目利益最少。”这得情况在世界各地普遍存在。具有较强的信息收集能力、资料分析能力、社会价值判断能力和对决策者的说服能力。 

## 影响因素
价值观因素、体制因素、认识因素、技术和基础因素、政治因素